# عیش‌آباد (نیشابور)
عیش‌آباد (نیشابور)، روستایی از توابع بخش مرکزی شهرستان نیشابور در استان خراسان رضوی ایران است.
این روستا در ۱ کیلومتری شمال شرقی روستای میرآبادبزرگ واقع شده است.
روستایی خوش آب و هوا که منتهی با دامنه بینالود می‌باشد و میوه‌هایی از قبیل گیلاس، گلابی، آلو، هلو، خیار، گردو در این روستا پرورش میابد.

## جمعیت
این روستا در دهستان مازول قرار دارد و براساس سرشماری مرکز آمار ایران در سال ۱۳۸۵، جمعیت آن ۱۵۸ نفر (۳۷خانوار) بوده‌است.